# GOOD DAY (音楽グループ)
GOOD DAY（グッドデイ、굿데이）は、C9エンターテイメントに所属していた韓国の10人組女性アイドルグループ。2017年8月30日に1stミニアルバム『ALL DAY GOOD DAY』でデビューし、2019年11月に解散。

## 概要
グループ名の『GOOD DAY』には「一緒なら一日中明るく元気なエネルギーに満ちた10人のメンバーのようにまぶしい朝と快適な昼、輝く夜を作ってくれる音楽とパフォーマンスを見せたい」という意味が込められている。
チェソル・ジウォン・ハウン・ビバ・ラッキーの5人のメンバーが同事務所からデビューした7人組ガールズグループcignature(2020年2月4日〜)のメンバーとして再デビューし事実上解散。またジニー・チェリー・ナユン・ボミンの4人のメンバーもGOOD DAYの解散後にAboutエンターテイメントに移籍し5人組ガールズグループREDSQUARE(2020年5月19日〜2022年)で再デビューしたが、ボミンを除く3人がJUSTICE RECORDSに移籍し4人組ガールズグループIRRIS(2022年7月6日〜)のメンバーとして活動中。

## 経歴

### デビュー前
- 2017年7月7日〜12日、メンバーを公開[1]。

### 2017年
- 8月30日、1stミニアルバム「ALL DAY GOOD DAY」をリリースしてデビュー。

　前日、29日に1stミニアルバム「ALL DAY GOOD DAY」の発売記念デビューショーケースを開催。
- 9月3日、YES24ライブホールでコンサート「ALL DAY GOOD DAY」を開催[3]。

### 2019年
- 11月11日、C9エンターテイメントの子会社、J9エンターテイメントからデビューする新ガールズグループの最初メンバーとしてジウォンが公表され、GOOD DAYは事実上解散。

## メンバー

### プロフィール
| 名前                     | プロフィール |
| ------------------------ | --- |
| ヒジン (희진、Heejin)    | - 本名：ソン・ヒジン(Song Heejin、송희진) - 生年月日：1995年8月19日（29歳） - 身長：162cm - 血液型：B型 - 出身地： 韓国 - ポジション：リーダー、メインボーカル                                                                                               |
| ジニー (지니、genie)     | - 本名：キム・ジウォン(Kim Ji won、김지원) - 生年月日：1997年1月7日（28歳） - 身長：168cm - 血液型：B型 - 出身地： 韓国 - ポジション：サブボーカル、ビジュアル - REDSQUAREのメンバー、グリーンとして活動後、現在はIRRISのメンバー、I.Lとして活動中。         |
| CHERRY (체리、チェリー)  | - 本名：キム・チェヨン(Kim Chae young、김채영) - 生年月日：1997年7月5日（27歳） - 身長：166cm - 血液型：B型 - 出身地： 韓国 - ポジション：メインダンサー - REDSQUAREのメンバーで、チェアとして活動後、現在はIRRISのメンバーで、リブとして活動中。            |
| チェソル (채솔、Chaesol) | - 本名：ムン・チェソル (Moon Chae-Sol、문채솔) - 生年月日：1998年7月14日（26歳） - 身長：170cm - 血液型：A型 - 出身地： 韓国ソウル特別市衿川区 - ポジション：サブボーカル - 現在、cignatureのメンバーとして、同名で活動中。                                  |
| ナユン (나윤、Nayoon)    | - 本名：ファン・ナユン(Hwang Na yun、황나윤) - 生年月日：1999年3月30日（25歳） - 身長：163cm - 血液型：O型 - 出身地： 韓国 - ポジション：サブボーカル、リードダンサー - REDSQUAREのメンバー、アリとして活動後、現在はIRRISのメンバー、ユンスルとして活動中。 |
| ジウォン (지원、Jee won) | - 本名：キム・ジウォン (Kim Ji-Won、김지원) - 生年月日：1999年4月1日（25歳） - 身長：166cm - 血液型：O型 - 出身地： 韓国釜山広域市 - ポジション：サブボーカル、ビジュアル - 現在、cignatureのメンバーとして、同名で活動                                      |
| ハウン (하은、Haeun)     | - 本名：キム・ハウン (Kim Ha-Eun、김하은) - 生年月日：1999年10月9日（25歳） - 身長：162cm - 血液型：B型 - 出身地： 韓国 - ポジション：リードボーカル、リードダンサー - cignatureのメンバー、イェアとして活動後、グループを脱退。                             |
| VIVA (비바、ビバ)        | - 本名：ファン・ジウォン (Hwang Ji-Won、황지원) - 生年月日：2000年2月7日（25歳） - 身長：167cm - 血液型：A型 - 出身地： 韓国光州広域市 - ポジション：メインラッパー、メインダンサー - cignatureのメンバー、ソンとして活動後、グループを脱退。                |
| ボミン (보민、Bomin)     | - 本名：キム・ボミン (Kim Bomin、김보민) - 生年月日：2001年9月24日（23歳） - 身長：168cm - 血液型：AB型 - 出身地： 韓国 - ポジション：サブボーカル、ビジュアル - REDSQUAREのメンバーとして、同名で活動後、グループが事実上の解散。                           |
| LUCKY (럭키、ラッキー)   | - 本名：チン・ヒョンジュ (Jin Hyeon-Ju、진현주) - 生年月日：2001年11月3日（23歳） - 身長：161cm - 血液型：A型 - 出身地： 韓国全羅南道羅州市 - ポジション：リードダンサー、サブボーカル - 現在、cignatureのメンバー、ベルとして活動中。 - UNISのメンバー。    |

### ユニット
| ユニット名  | 人数 | メンバー                                |
| ----------- | ---- | --------------------------------------- |
| GOODMORNING | 5人  | ジニー・ナユン・ジウォン・ボミン・LUCKY |
| GOODNIGHT   | 2人  | ヒジン・ハウン                          |
| MIDNIGHT    | 3人  | CHERRY・チェソル・VIVA                  |

## ディスコグラフィー

### ミニアルバム
| No. | タイトル                           | 収録曲                                                      |
| --- | ---------------------------------- | ----------------------------------------------------------- |
| 1st | ALL DAY GOOD DAY （2017年8月30日） | 1. Rolly 2. 이 순간을 넘어 3. Fly Away 4. Party After Party |

### ミュージックビデオ
| 年     | MV      | Performance Ver. |
| ------ | ------- | ---------------- |
| 2017年 | - Rolly | - Rolly          |